# Rondeletia galeottii
Rondeletia galeottii là một loài thực vật thuộc họ Rubiaceae. Đây là loài đặc hữu của México.